# NGC 1263
NGC 1263 é uma galáxia espiral barrada (SB0-a) localizada na direcção da constelação de Eridanus. Possui uma declinação de -15° 05' 54" e uma ascensão recta de 3 horas, 15 minutos e 39,5 segundos.
A galáxia NGC 1263 foi descoberta em 1886 por Frank Leavenworth.